# タートルガット入り江の海戦
タートルガット入り江の海戦（タートルガットいりえのかいせん、英: Battle of Turtle Gut Inlet）は、アメリカ独立戦争開始から約1年後の1776年6月29日、現在のニュージャージー州ワイルドウッドクレスト沖、メイ岬近くで行われた海戦である。大陸海軍の初期にあたり、後に「アメリカ海軍の父」と称されるジョン・バリーにとって重要な勝利となった。独立戦争の中では最初の私掠船の戦闘となった。
この戦闘により、ランバート・ウィックス艦長の弟リチャード・ウィックスが戦死し、ニュージャージーでは最初のアメリカ側犠牲者となった。ニュージャージーのケープメイ郡付近で戦われた唯一の戦闘にもなった。

## 背景
イギリス海軍は、アメリカ人がフィラデルフィア港を通じて軍需物資を受け取れないように、デラウェア湾を封鎖した。この艦隊には合わせて240門以上の大砲があった。アメリカ側は船の水路に拒馬を置いて、川を要塞化した。
ロバート・モリスとペンシルベニア植民地安全委員会は、火薬と武器を輸送するために、1776年3月1日に新造のブリッグ船、ブリガンティンとも呼ばれるナンシーとその船長ヒュー・モンゴメリーをチャーターした。
3月14日、ジョン・バリーが大陸海軍所属の大砲14門搭載ブリガンティンUSSレキシントン艦長に任命された。
6月初め、私掠船のナンシーがカリブ海のセント・トーマス島とセント・クロイ島で物資を積んだ 。その後、火薬386樽、ラム酒101樽、砂糖62樽、さらには兵器を積んで、フィラデルフィアに向かった。6月半ば、バリーはモリスから、ナンシーが航行中であり、同船には11名の乗組員と6門の大砲しか積んでいないので保護が必要になるという警告を受け取った。
バリーはすぐに、ランバート・ウィックス艦長の18門搭載USSレピザルおよびウィリアム・ハロック艦長の8門搭載USSワスプと合流し、メイ岬に向かった。
イギリスの海上封鎖部隊はヘンリー・ベルー艦長の28門搭載HMSリバプールが率いており 、チャールズ・ハドソン艦長の32門搭載HMSオルフェウスと、アレクサンダー・グリーム艦長の16門搭載HMSキングフィッシャーが含まれていた。
これと時を同じくして6月29日朝、100隻以上のイギリス艦隊の先駆けがニューヨーク港に入ろうとしていた。

## 海戦
6月28日午後遅く、キングフィッシャーの見張りがメイ岬に向かうナンシーを視認して追跡を始め、オルフェウスがその後を追った。ナンシーと追いかけるイギリス艦船を、メイ岬のアメリカ側見張りが見つけた。レキシントンのバリー艦長は、ナンシーが助けを必要としていることを信号旗から読み取った。バリーはレピザルとワスプに信号を伝え、それらの艦長と会って対応を協議した。レキシントン、ワスプ、レピザルから長艇が降ろされ、これをリチャード・ウィックス海軍大尉が率いて、ナンシー救援に出発した。
6月29日早朝、ナンシーはイギリス艦に追われ、デラウェア湾は封鎖されていたので、深い霧の中を近くのタートルガット入り江に向かった.。間もなくナンシーはタートルガット入り江で座礁し、一方大型のイギリス艦は水深の深い所で留まることになった。
イギリス艦は射程外から接近していき、ナンシーへの砲撃を始めた。アメリカ兵は特に火薬樽など積み荷を降ろそうとし始めた。バリーは乗組員を2つの部隊に編制した。1隊はイギリス艦から乗り移られないように砲撃を返し、1隊は積み荷を長艇に移し替えて、岸まで漕いで行き、これに地元民が協力して積み荷を陸揚げし、砂丘の陰に隠した。
朝遅い時間までに265ないし286樽の火薬が運ばれたが、イギリス艦からの砲撃でナンシーは大破していた。バリーは主帆に50ポンド (22.5 kg) の火薬を包ませて長い導火線を作り、船倉に残っていた100樽近い火薬から甲板に引かせ、船腹を越えておかせた。乗組員が船を離れたときに導火線に火が付けられ、一方最後の1人がマストに上ってアメリカ国旗を外した。イギリス軍は、旗を降ろすことが降伏の印だと考え、すぐにナンシーに乗り移った。このときまでに導火線の火が船倉に達していた。火薬が大音響とともに爆発し、数マイル離れた所でも感じ取られた。この爆発で多くのイギリス兵を殺した。グリーム艦長は、キングフィッシャーから長艇に移っていた副船長と他に6名が失われたと報告した。
この戦闘の終わり近くに、レピザル艦長ランバート・ウィックスの弟、リチャード・ウィックス大尉が、イギリス軍の砲撃で戦死した。

## 戦闘の後
この海戦はイギリスに対してアメリカ軍に資源があることを見せつけた。その結果、イギリス海軍はフィラデルフィアの海上封鎖をメイ岬から遠い所まで移した。
積み荷の火薬の多くを救済し、イギリス艦2隻を追い払ったジョン・バリーの英雄的行為がすぐに知られるところとなり、その戦歴の重要な一歩を踏み出したことになった。
この戦闘後、レピザルのランバート・ウィックス艦長は西インド諸島での任務を続けた。
リチャード・ウィックス大尉はコールドスプリング長老派教会教会墓地に埋葬されている。この墓地の一部であるベテランズ・フィールド・オブ・オナーはウィックスの記念に捧げられている 。
ワイルドウッドクレストの町章とワイルドウッドクレスト歴史協会の会章には、この戦闘を記念してブリガンティンナンシーの図柄が描かれている。
1922年、ケープメイ郡はタートルガット入り江を埋め立てた。その場所には小さな公園が造られ記憶されている。

## ギャラリー
ワイルドウッドクレスト

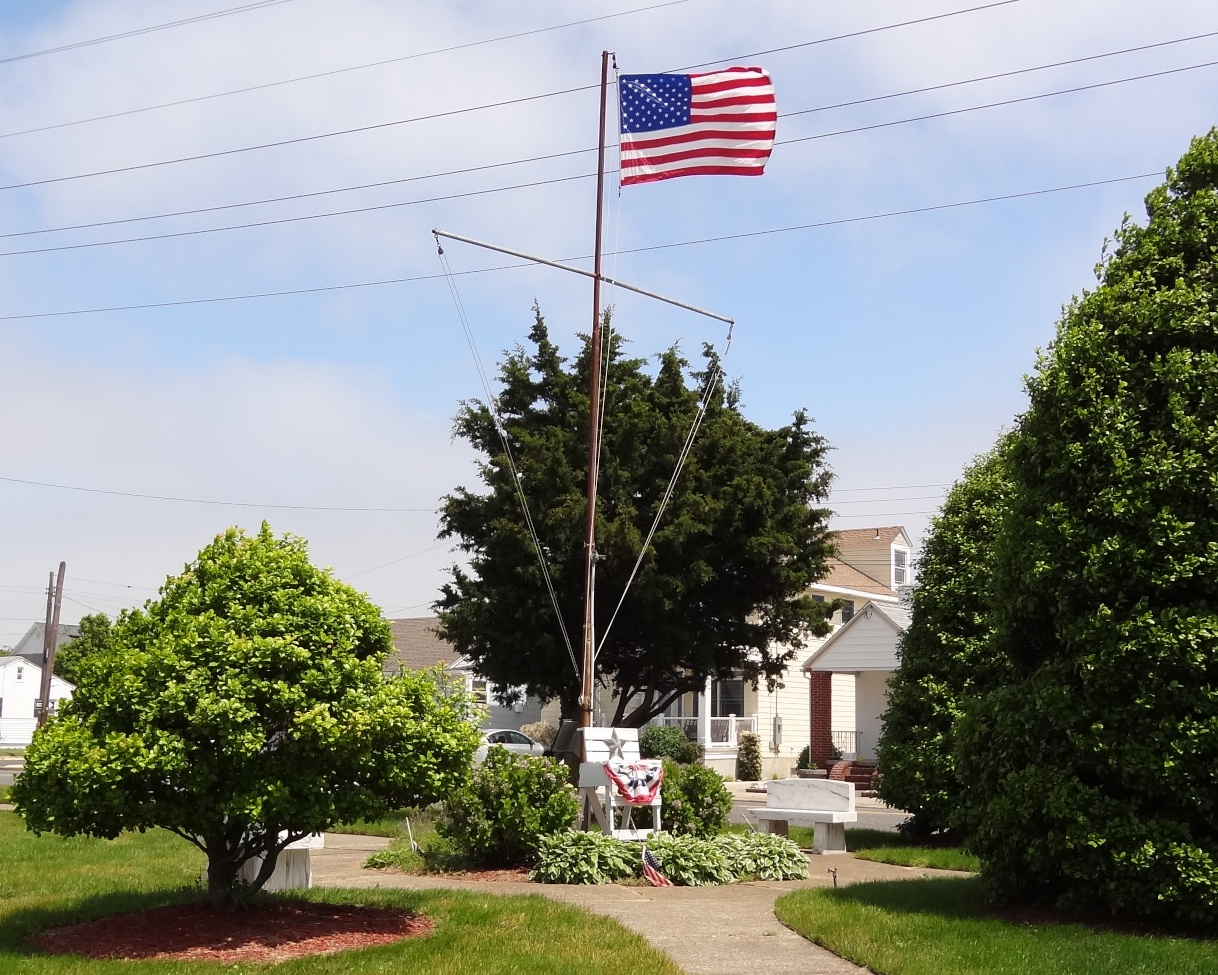
タートルガット入り江の海戦記念公園
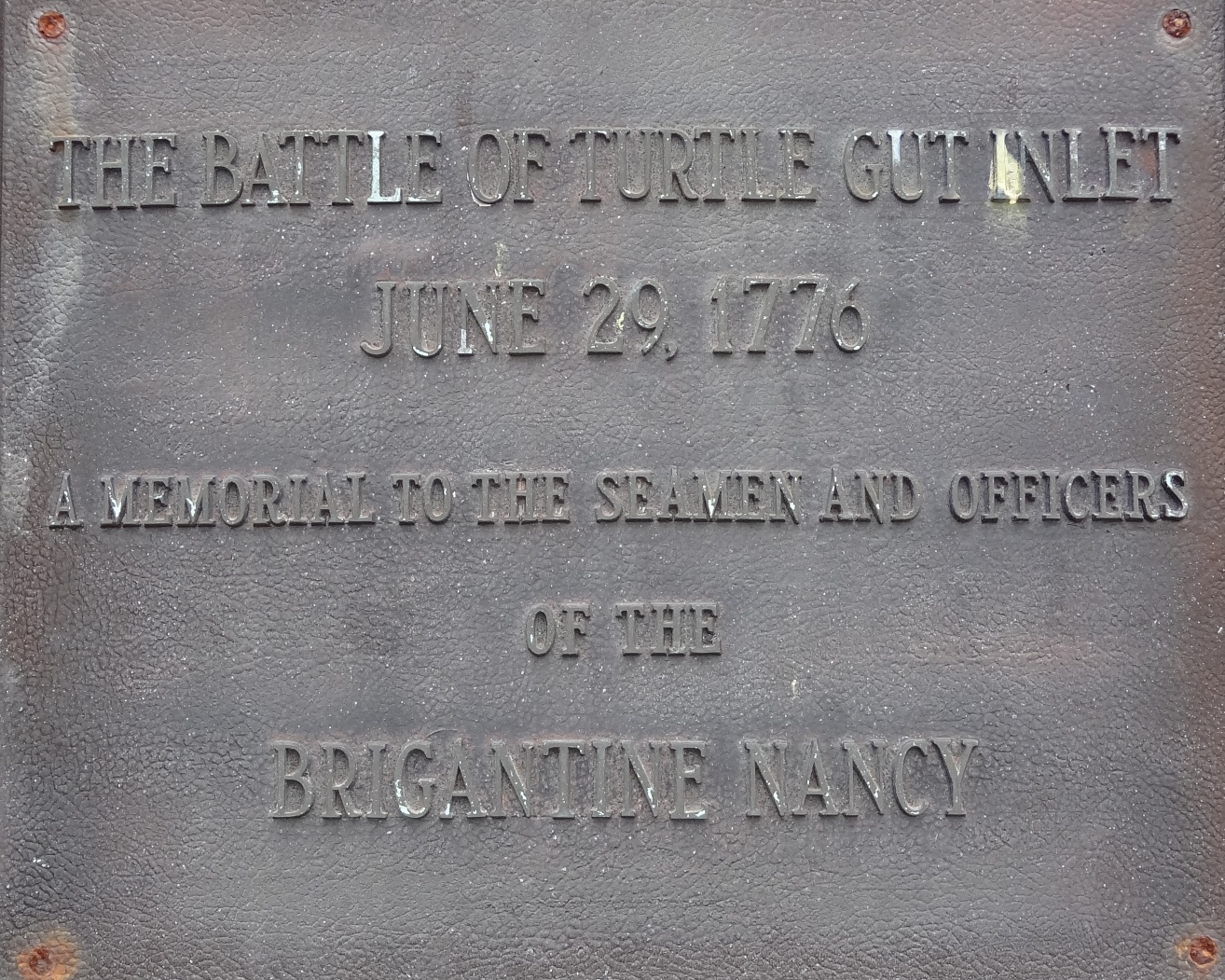
タートルガット入り江の海戦銘板

コールドスプリング長老派教会教会墓地

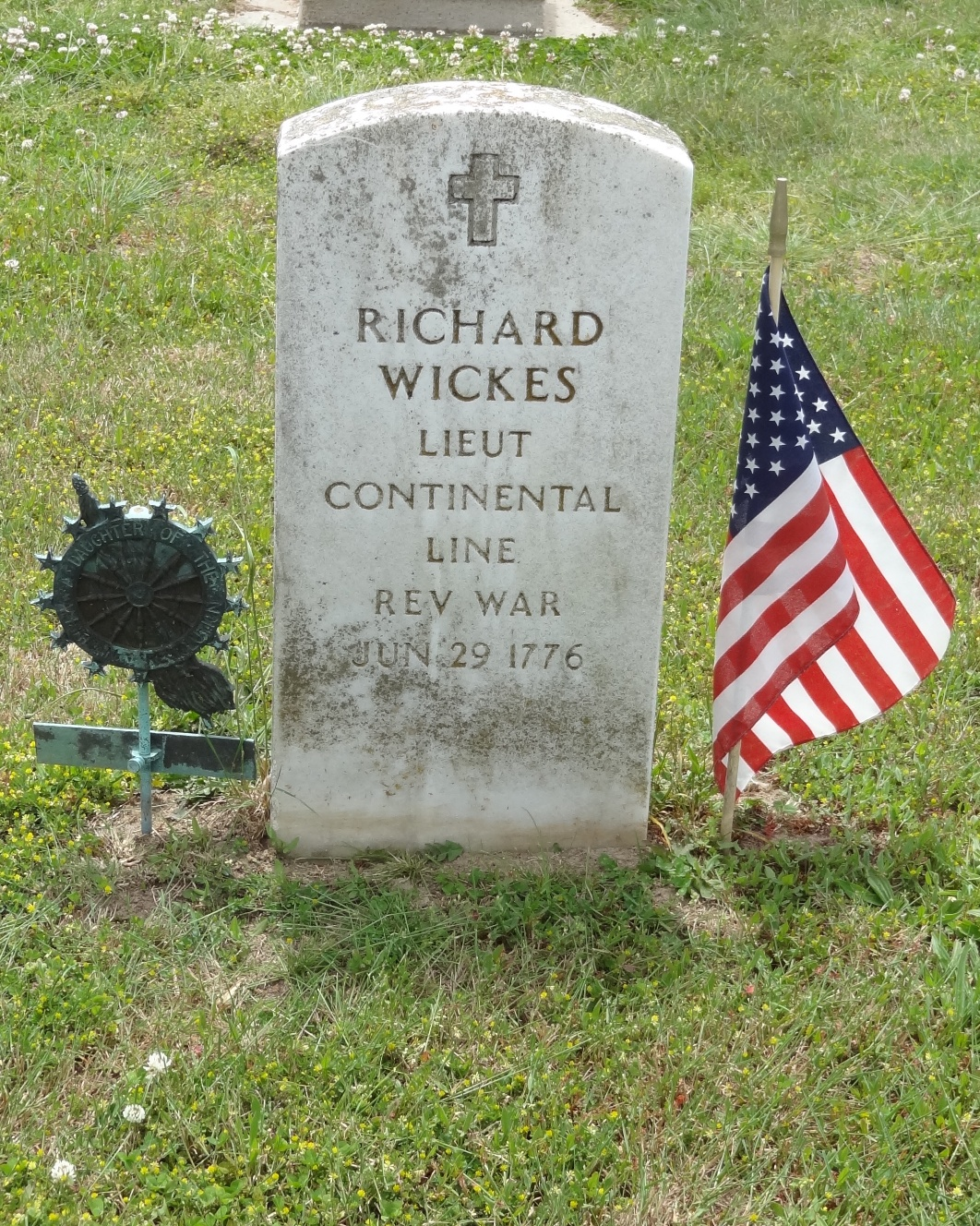
リチャード・ウィックス大尉墓石
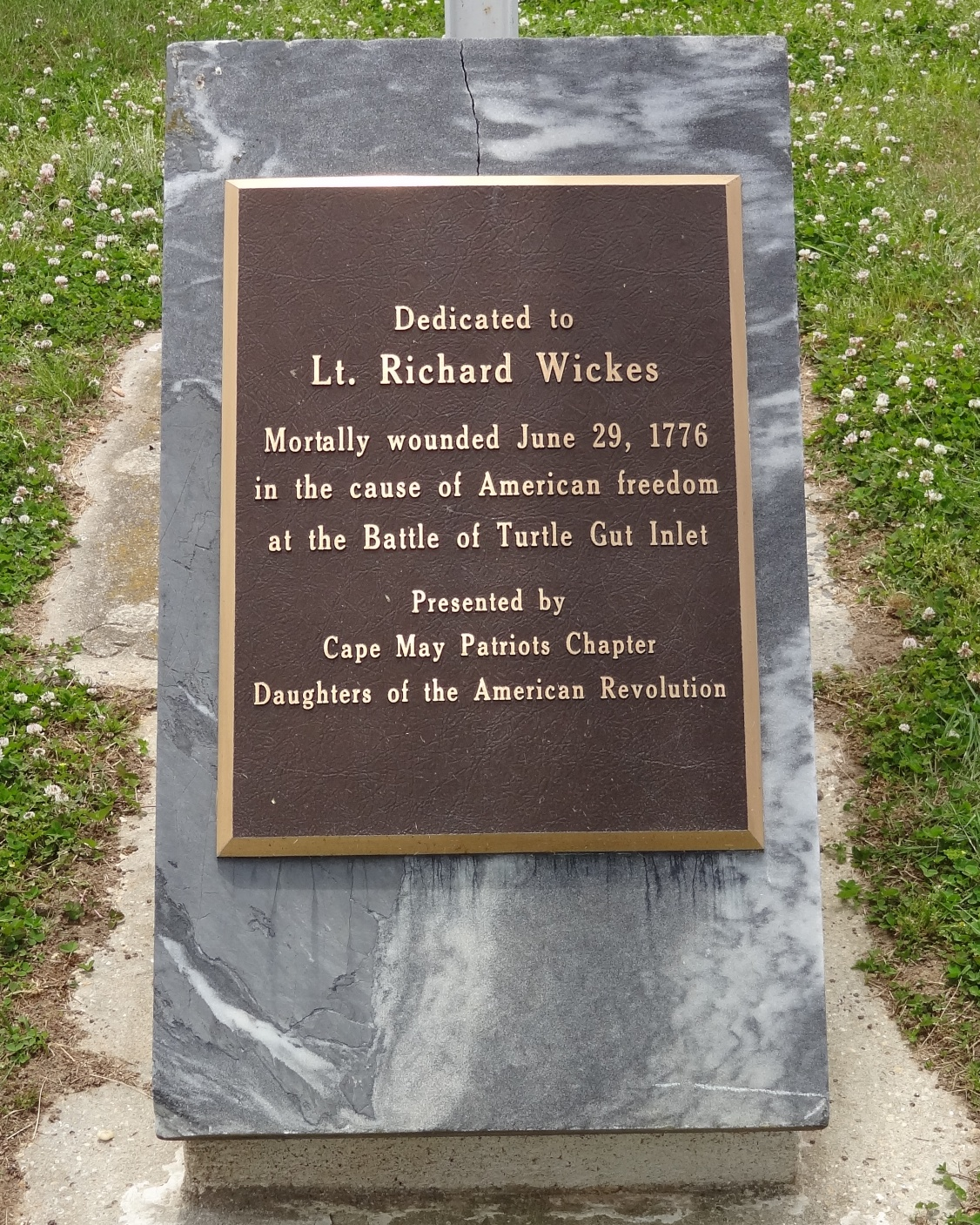
リチャード・ウィックス大尉記念碑
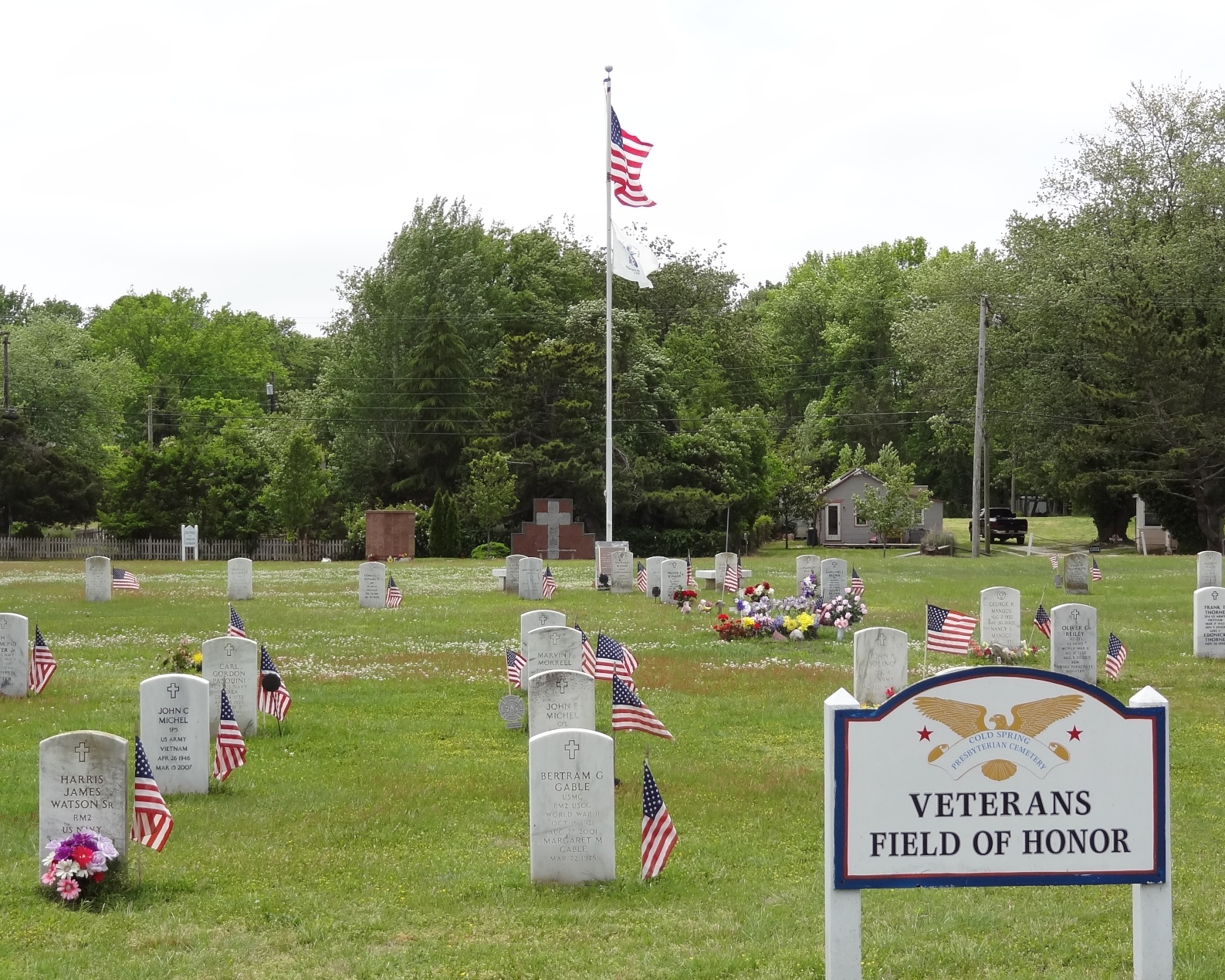
ベテランズ・フィールド・オブ・オナー